# Sphenomorphus kinabaluensis
Sphenomorphus kinabaluensis är en ödleart som beskrevs av  Bartlett 1895. Sphenomorphus kinabaluensis ingår i släktet Sphenomorphus och familjen skinkar. Inga underarter finns listade i Catalogue of Life.